# Fritz Kominek
Fritz Kominek (Vienna, 17 gennaio 1927 – Vienna, 25 ottobre 2002) è stato un calciatore austriaco, di ruolo attaccante.

## Carriera

### Club
Ha giocato nel campionato austriaco (vincendolo per 3 volte), in quello francese ed in quello svizzero.

### Nazionale
Ha collezionato 6 presenze con la maglia della Nazionale.

## Palmarès
- Campionato austriaco: 3

Austria Vienna:  1948-1949, 1949-1950, 1952-1953
- Coppa d'Austria: 2

Austria Vienna: 1947-1948, 1948-1949